# Train touristique du musée de la mine de Noyant-d'Allier
Puits Central
Le Train touristique du Musée de la mine de Noyant-d'Allier est un chemin de fer de mine situé en Auvergne-Rhône-Alpes, département de l'Allier, commune de Noyant-d'Allier. Intégré à la visite du musée, il circule sur le site, et permet une visite guidé du carreau de la mine. Patrimoine historique, constitué de locotracteurs et wagons, récupérés par l'Association loi de 1901 des Amis du Musée de la mine, sur les sites d'exploitations minières lors de leurs fermetures, ce petit train minier roule sur les 1 800 m de la ligne à voie étroite de 600 mm Decauville de mai à septembre.

## Historique du site minier
Noyant-d'Allier est situé au cœur d'une région où les ressources en charbon sont exploités depuis de nombreuses années, au XVIIIe siècle une vingtaine de puits sont exploités dans son environnement proche. Le site conserve différents bâtiments miniers, dont un puits central avec un imposant chevalement construit en béton sur les plans d'Eugène Freyssinet en 1920. Au début du XXe siècle une locomotive à vapeur O20 T Decauville circule entre les différents puits et terrils, tout proche de la ligne de Moulins à Montluçon, de la Compagnie du chemin de fer de Paris à Orléans. La fin de l'exploitation minière et la fermeture de la mine a lieu en 1943.

Le puits Central.
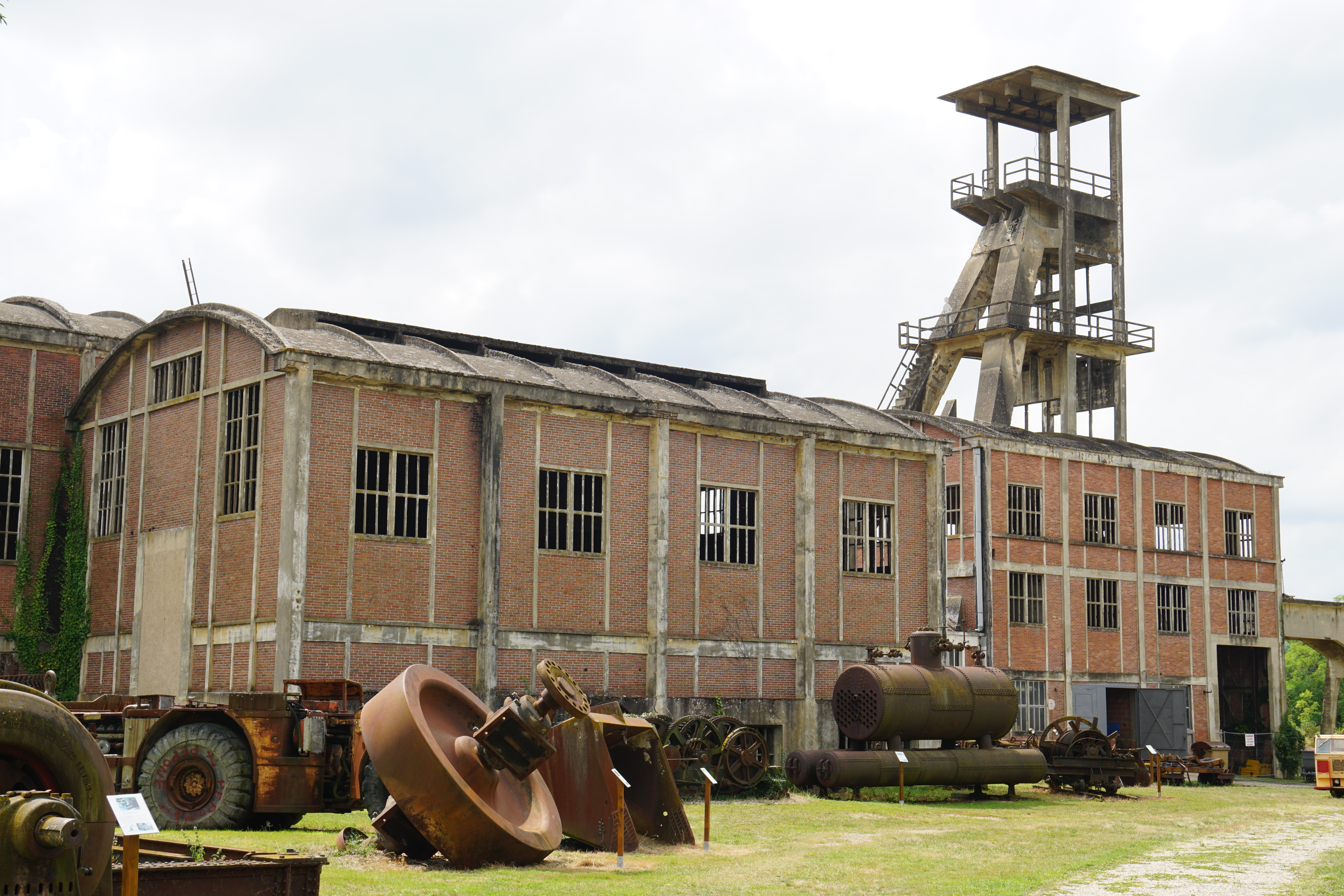
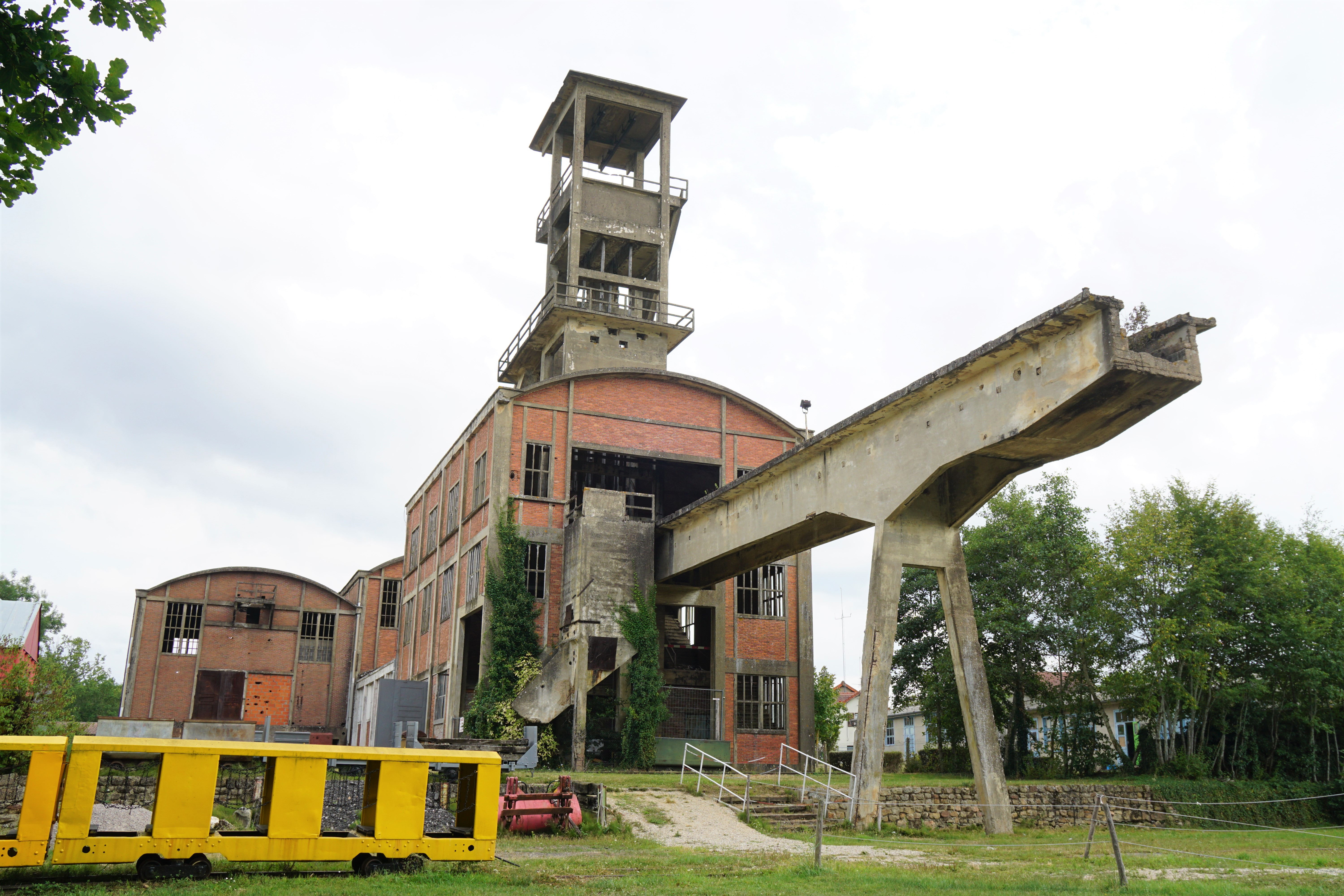
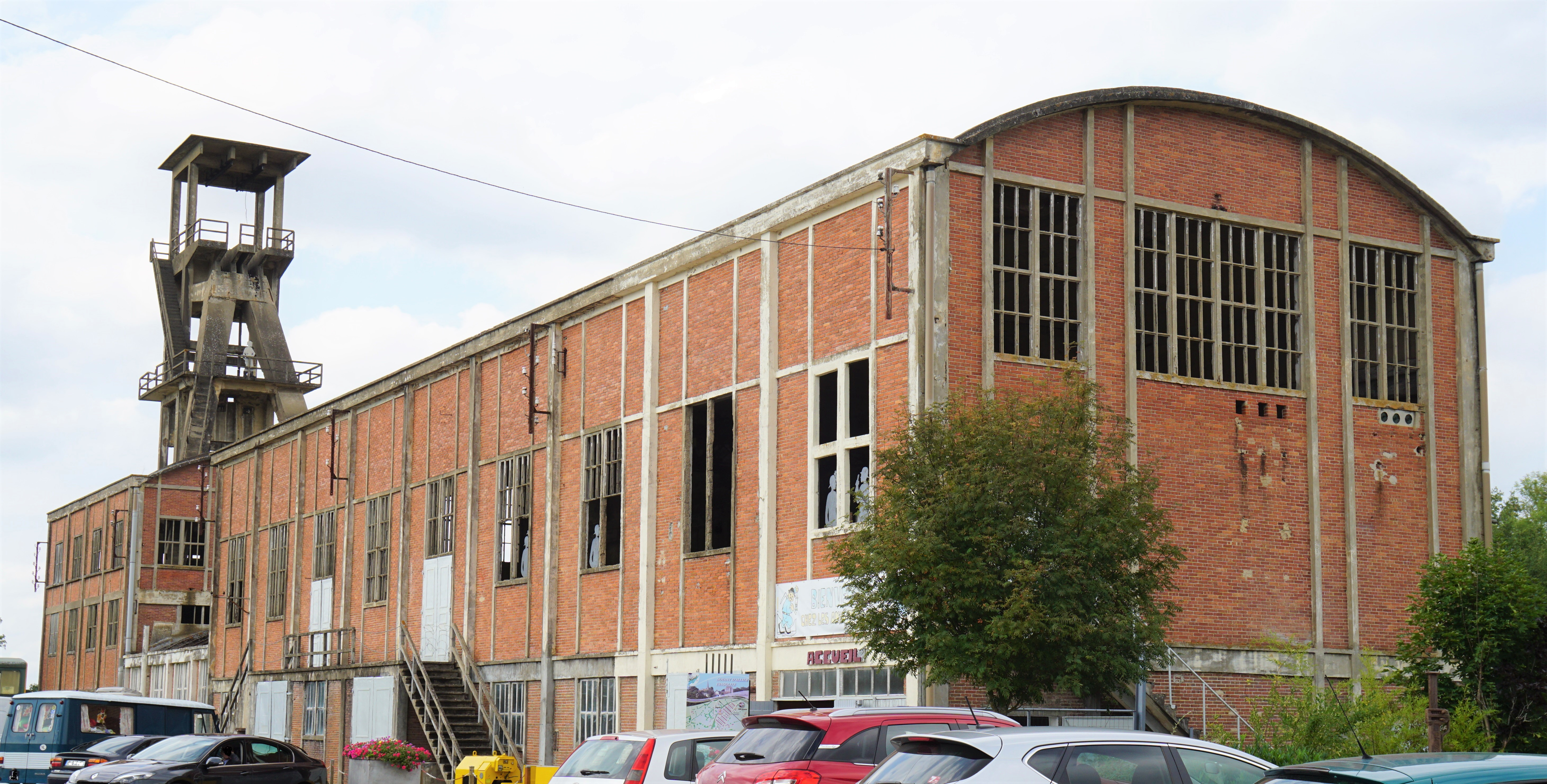

## Association des Amis du Musée de Noyant
L'association créée en 1988, récupère de nombreux matériels et aménage le site avec notamment la mine reconstituée et la voie Decauville, puis elle sombre en léthargie pendant quelques années. La renaissance a lieu en 2002, à l'initiative du Maire de Noyant-d'Allier, un petit groupe se forme pour sauver le site et ses collections. Le Musée est rouvert et le petit train, remis en état, circule de nouveau.

Galeries reconstituée dans l'ancienne poudrière.
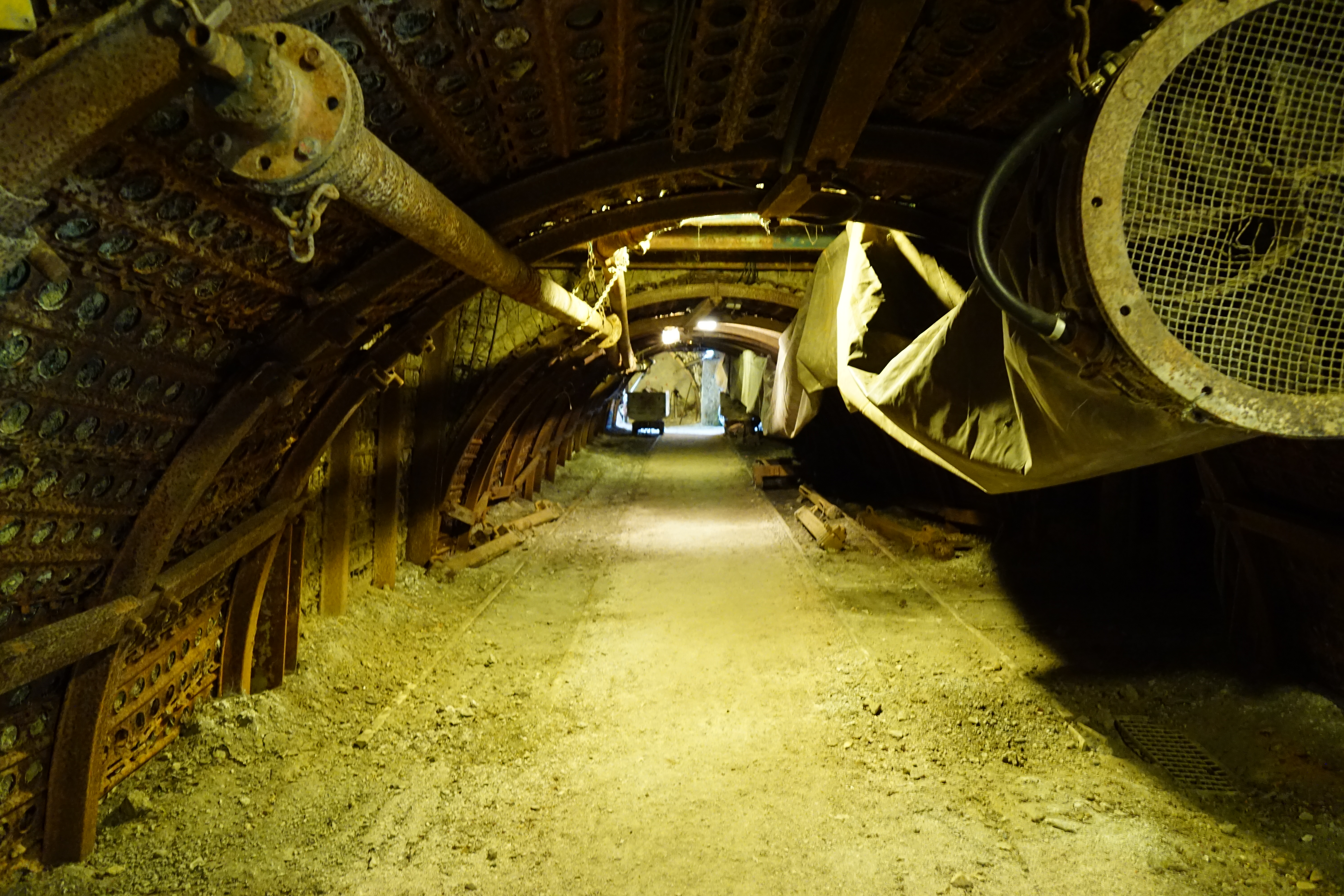
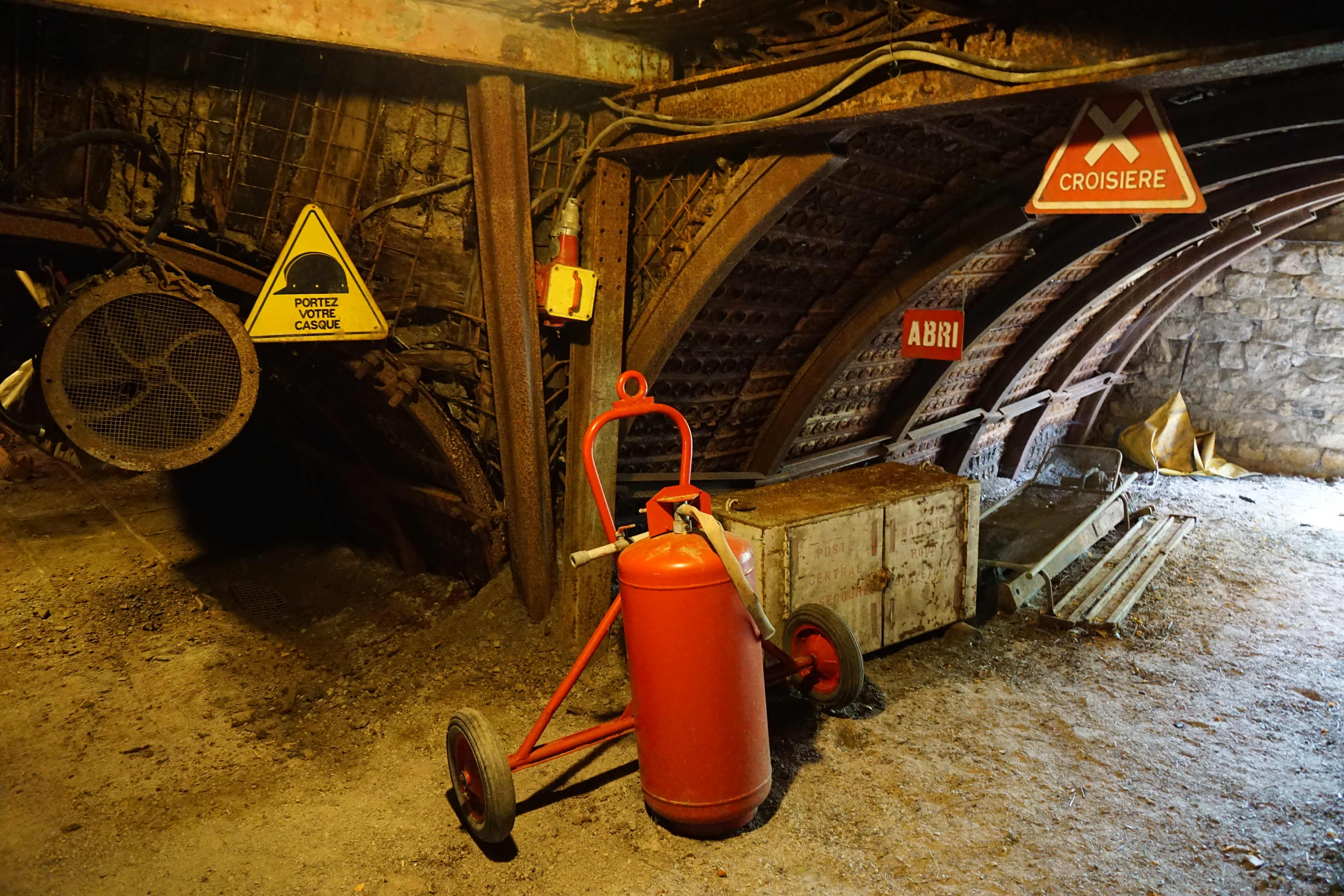
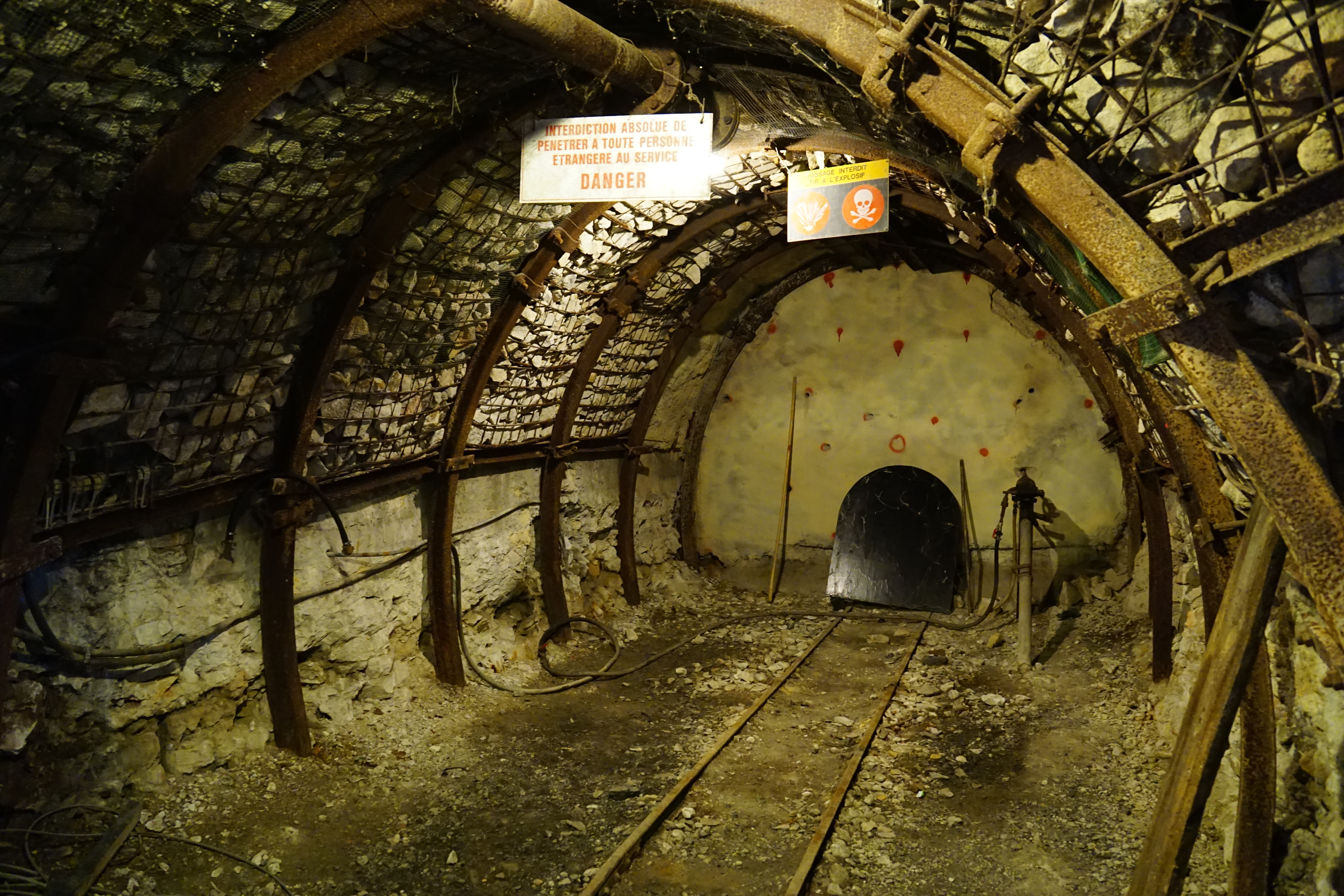

## Patrimoine ferroviaire minier voie de600mm
L'association présente un premier inventaire du matériel roulant depuis la reprise de 2002.

### Locotracteurs diesel
| Puissance | Type   | Constructeur       | Origine                         | Note                      |
| --------- | ------ | ------------------ | ------------------------------- | ------------------------- |
| 15ch      | TMB 15 | Decauville no 0449 | COGEMA mine Henriette           | « Marie » en service      |
| 37ch      | 4538R3 | Berry              | inconnue                        | « François » en service   |
| 30ch      | 3635K2 | Berry no 756       | mine d'Oignies                  | « Eugène » en service     |
| 15ch      | TMB 15 | Decauville         | COGEMA mine Henriette           | 1 machine en restauration |
| 22ch      | ZL 114 | Jung no 1226       | carrières de Kaolin Échassières | 1 machine en restauration |
| 7,5ch     |        | Deutz no 55965     | mine de Meissex                 | 1 machine à restaurer     |
| 15ch      | TMB 15 | Decauville         | COGEMA mine Henriette           | 1 machine non roulante    |
| 30ch      | 3635K2 | Berry              | mines d'Oignies et Escarpelle   | 5 machines non roulantes  |
| 60ch      | 3758T4 | Berry              | mine d'Oignies                  | 1 machine non roulante    |
| 60ch      | TM603  | Decauville         | mine d'Escarpelle               | 3 machines non roulantes  |
| 75ch      | 3768P2 | Berry              | mine de la mure                 | 3 machines non roulantes  |

Matériel roulant du train touristique.
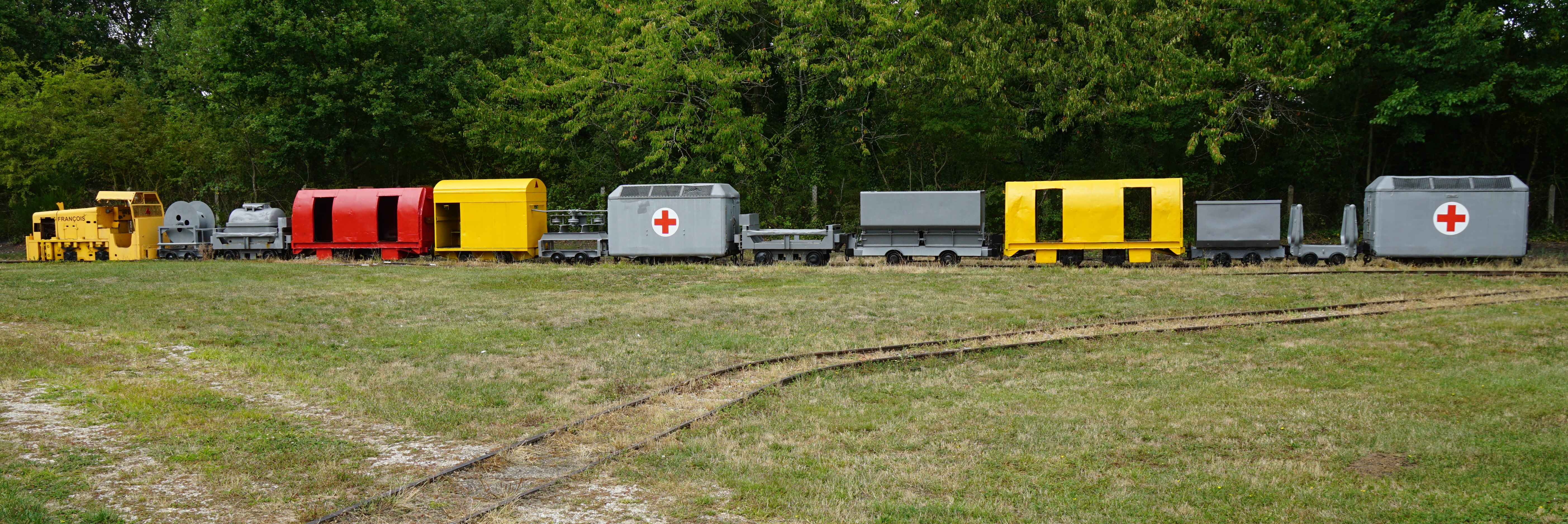
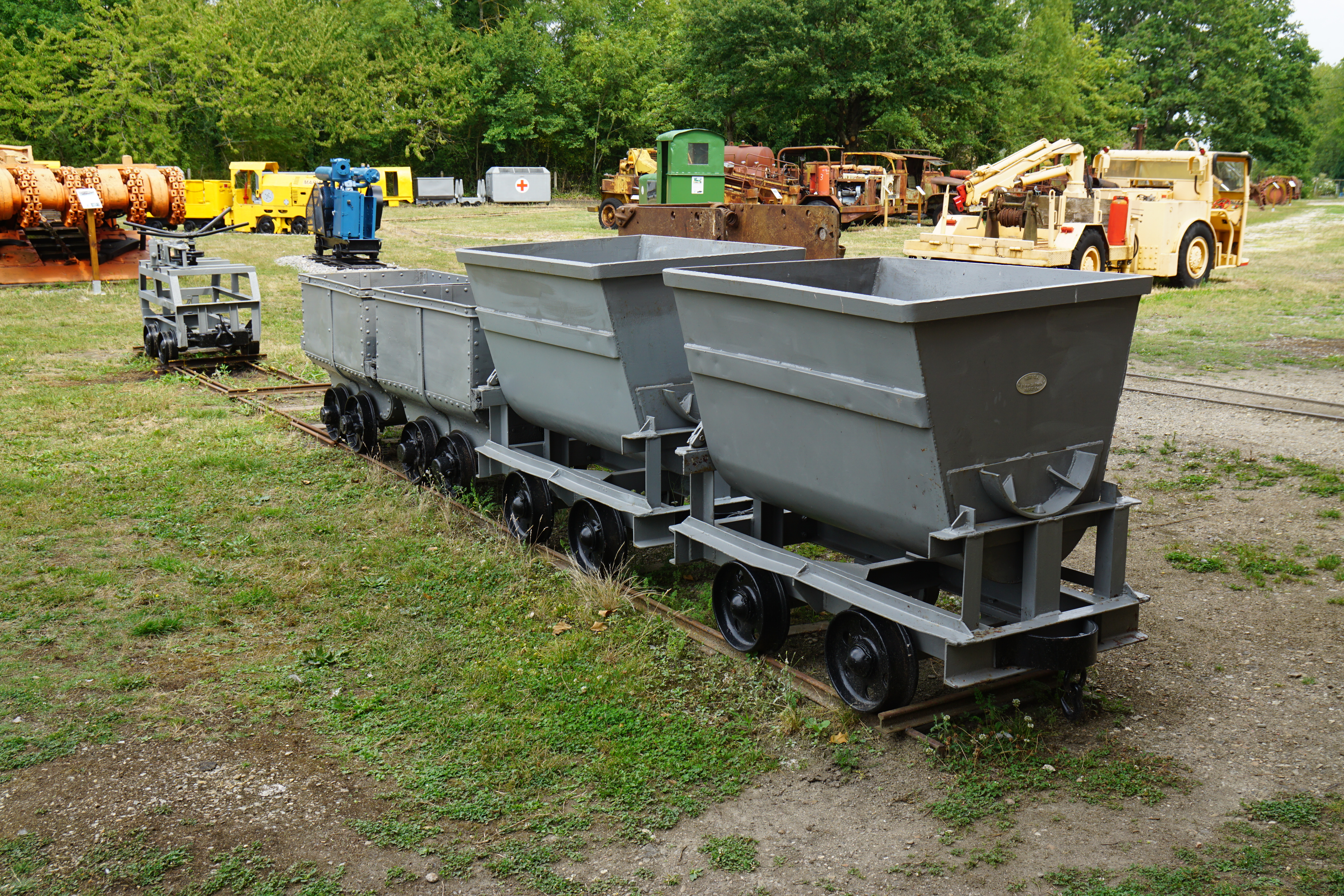

### Locotracteurs électriques
| Puissance | Type   | Constructeur     | Origine         | Note                     |
| --------- | ------ | ---------------- | --------------- | ------------------------ |
| 75ch      | 3768P2 | Alstom à trolley | mine de Messeix | 2 machines non roulantes |